# Ara és diferent
Ara és diferent (Títol original: That Was Then... This Is Now) és una pel·lícula estatunidenca dirigida per Christopher Cain, estrenada l'any 1985. Ha estat doblada al català.

## Argument
Mark és un noi que viu, des que van morir els seus pares, a casa de Byron. Els dos amics han crescut com a germans al conflictiu barri de San Pablo. Byron s'enamora de Cathy, fet que aixeca una barrera entre ell i Mark.

## Repartiment
- Emilio Estevez: Mark Jennings
- Craig Sheffer: Bryon Douglas
- Larry B. Scott: Terry Jones
- Matthew Dudley: Curly Shepard
- Jill Schoelen: Angela Shepard
- Kim Delaney: Cathy Carlson
- Barbara Babcock: la Sra. Douglas
- Frank Howard: el Sr. Carlson
- Morgan Freeman: Charlie Woods
- Frank McCarthy: el Sr. Carlson
- Diane Dorsey: la Sra. Carlson
- Ramon Sheen: Mike Chambers
- David Miller: Punk
- Bob Swan: Smitty